# Kemijärvi vasútállomás
Kemijärvi vasútállomás Finnországban, Kemijärvi településen található.

## Vasútvonalak
Az állomást az alábbi vasútvonalak érintik:
- Kemi–Kandalakscha-vasútvonal

## Kapcsolódó állomások
A vasútállomáshoz az alábbi állomások vannak a legközelebb:
- Misi railway station